# Décines-Charpieu
Décines-Charpieu ist eine französische Gemeinde mit 29.905 Einwohnern (Stand: 1. Januar 2022) in der Métropole de Lyon in der Region Auvergne-Rhône-Alpes. Sie liegt im Arrondissement Lyon und war bis 2015 der Hauptort des Kantons Décines-Charpieu. Décines-Charpieu kann zur Banlieue von Lyon gezählt werden. Die Gemeinde liegt etwa zwölf Kilometer östlich des Zentrums von Lyon. Die Einwohner werden Décinois bzw. Décinoises genannt.

## Geographie
Unterhalb der Rhône gelegen wird die Gemeinde vom Canal de Jonage durchflossen, der die Rhône mit dem künstlich angestauten Réservoir du Grand-Large verbindet. Nach Norden grenzt Décines-Charpieu an Miribel im Département Ain, im Osten an Meyzieu, im Süden an Chassieu, im Südwesten an Bron und im Westen an Vaulx-en-Velin.

## Geschichte

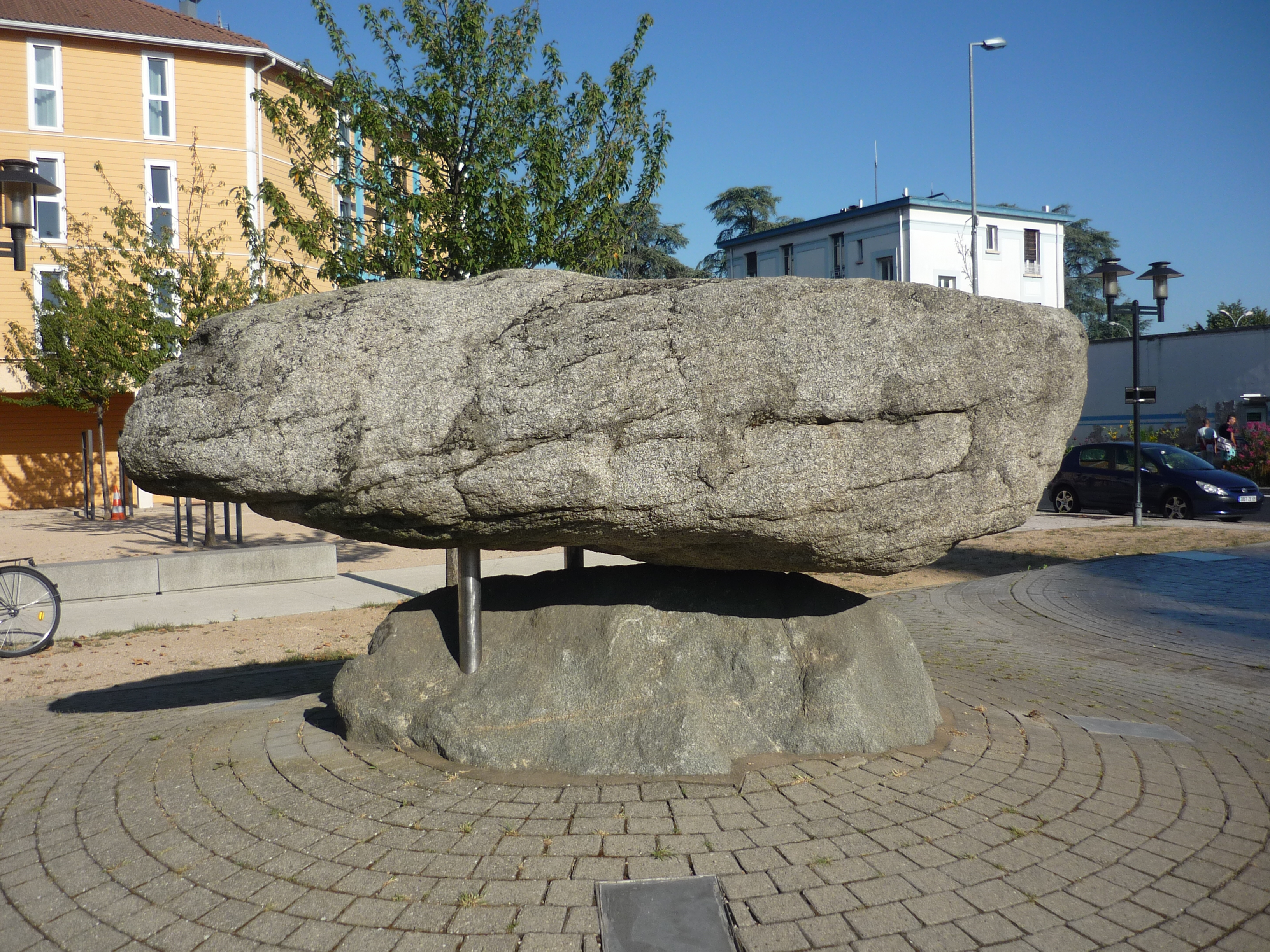
Der Menhir de Montaberletist ein Monument historique

Funde, die in das Neolithikum (2500 v. Chr.) und in die Bronzezeit (1800 v. Chr.) datiert werden, zeigen eine frühe Besiedlung der Gegend auf. Noch ältere Funde brachten die Untersuchungen im Zuge des Sportstättenneubaus im Ortsteil Le Montout zu Tage. Diese konnten auf 3700 v. Chr. datiert werden. Spuren der Metallverarbeitung zeugen davon, dass in gallorömischen Zeiten im zweiten und ersten vorchristlichen Jahrhundert eine Siedlung bestand.
Bis zum Beginn des 20. Jahrhunderts war Décines-Charpieu ländlich geprägt. Mit dem Bevölkerungswachstum Lyons wurde auch Décines-Charpieu größer. Zahlreiche Wirtschaftsbetriebe siedelten sich an. 1968 wechselte Décines-Charpieu vom Département Isère zum Département Rhône.
Seit etwa 2013 gibt es in Décines-Charpieu das Centre national de la mémoire arménienne. Es liegt etwa 10 km östlich des Denkmals zum Völkermord an den Armeniern. Décines-Charpieu ist durch Einwanderung vor allem von Armeniern und Algeriern geprägt.

## Verkehr
An das Straßenbahnnetz Lyons ist Décines-Charpieu über die Tramlinie 3 angeschlossen. Die durch die Gemeinde führende Umgehungsstraße N 346 ist nicht zu verwechseln mit der Route nationale 346, die durch das Département Nord führt.

## Bauwerke
Décines-Charpieu ist der Standort des Parc Olympique Lyonnais (auch bekannt als Stade des Lumières oder Grand Stade de Lyon), des drittgrößten Fußballstadions Frankreichs. Das Stade des Lumières wurde im Januar 2016 fertiggestellt. Der Bau ersetzte zur Fußball-Europameisterschaft 2016 das bisherige Stadion Lyons und wird jetzt von Olympique Lyon genutzt. Décines-Charpieu war einer der Austragungsorte der Rugby-Union-Weltmeisterschaft 2023. Nahe dem Stadion wurde 2023 die Mehrzweckhalle LDLC Arena eröffnet.

## Städtepartnerschaften
- Stepanawan, Armenien, seit 1992
- Monsummano Terme, Toskana, Italien, seit 2001

## Persönlichkeiten
- Jules Dewaquez (1899–1971), Fußballspieler
- Jean Djorkaeff (* 1939), Fußballspieler
- Youri Djorkaeff (* 1968), Fußballspieler
- Yann Debayle (* 1981), Biathlet
- Kamel Ramdani (* 1981), frankoalgerischer Fußballspieler
- Abdelkader Ghezzal (* 1984), frankoalgerischer Fußballspieler
- Thierry Hupond (* 1984), Radrennfahrer
- Newfel Ouatah (* 1985), frankoalgerischer Boxer
- Jonathan Leria (* 1990), Basketballspieler
- Malela Mutuale (* 1991), Basketballspieler
- Rachid Ghezzal (* 1992), Fußballspieler
- Claire "Pomme" Pommet (* 1996), Sängerin
- Malo Gusto (* 2003), Fußballspieler
- Chaïm El Djebali (* 2004), tunesisch-französischer Fußballspieler
- Enzo Molebe (* 2007), französisch-kongolesischer Fußballspieler